# Cindy Pieters
Pour les articles homonymes, voir Pieters.
Cindy Pieters, née le 24 janvier 1976 à Furnes est une coureuse cycliste belge, professionnelle entre 1999 et 2007.

## Palmarès
- 1999
  -  Championne de Belgique sur route
  - 3e de la Flèche wallonne féminine
- 2001
  - 3e du championnat de Belgique du contre-la-montre
- 2002
  -  Championne de Belgique du contre-la-montre
- 2006
  - 2e du championnat de Belgique du contre-la-montre